# Flash of a dream
Flash of a dream er en dansk portrætfilm fra 2002, der er instrueret af Robert Fox efter eget manuskript.

## Handling
Jacob A. Riis udvandrede i 1870 fra Danmark til Amerika, hvor han slog sig ned i New York. Her skildrede og fotograferede han i årene omkring århundredskiftet forholdene for de fattigste i byens slumkvarterer. Hans opsøgende direkte stil var noget helt nyt i samtiden og blev et gennembrud for den dokumentariske fotojournalistik. I dag er Riis en af de bedst kendte danskere i USA. Filmen fortæller historien om den banebrydende fotograf og går i hans fodspor i Ribes og New Yorks gader. Riis' originale fotos suppleres af gamle filmoptagelser, og det poetiske billedflow bæres frem af hovedpersonens egne ord på lydsiden - reciteret af skuespilleren Peter Stormare.